# Calle del Altar de San Vicente
La calle del Altar de San Vicente es una vía pública de la ciudad española de Valencia.

## Descripción
La vía, que hasta mediados del siglo XV se conoció como «calle del Fosar de Benimaclet», discurre desde la calle de Bretón de los Herreros hasta la del Gobernador Viejo. Aparece descrita en el primer tomo de la Valencia histórica y topográfica (1862) de Vicente Boix con las siguientes palabras:

Altar de San Vicente (Calle del). Se entra por la del Mar y desemboca en la plaza del Cementerio de Benimaclet. Se ha llamado así, porque tiene su entrada por la plazuela, donde existió en otros tiempos un altar dedicado al Santo Patrono de Valencia y donde se levanta en el dia de la festividad anual el que sirve de escenario para la representacion dels Milacres. Antes de 1461, en que se erigió el altar de que he hecho mérito, llamóse esta calle del Fosar de Benimaclet, así como la plazuela contigua, llamada tambien del Altar de San Vicente, se denominó dels Ams. En un bando publicado en 4 de Abril de 1502, para marcar la procesion de San Vicente Ferrer, se la dá á esta calle el nombre de Fosar de Benimacl et.
(Boix, 1862, pp. 55-56)